# 花山院兼定
花山院 兼定（かさんのいん かねさだ）は、南北朝時代の公卿。内大臣・花山院長定の子。官位は正二位・権大納言、左近衛大将。花山院家11代当主。

## 若くして花山院家を継ぐ
父・長定が若くして出家したため、兼定は若年ながら急速な昇進を遂げて23歳で権大納言となる。33歳で右近衛大将を兼ね、長くその地位にあったが左大将に転任後、大臣に昇進することなく薨去してしまう。

## 経歴
以下、『公卿補任』と『尊卑分脈』の内容に従って記述する。
- 建武5年/延元3年（1338年）1月5日、叙爵[2]。
- 暦応2年/延元4年（1339年）1月5日、従五位上に昇叙。
- 暦応4年/興国2年（1340年）1月6日、正五位下に昇叙。同年12月22日、侍従に任ぜられる。
- 暦応5年/興国3年（1342年）1月5日、従四位下に昇叙。
- 康永2年/興国4年（1343年）1月5日、従四位上に昇叙。同月28日、右中将に転任。
- 康永3年/興国5年（1344年）1月24日、紀伊介を兼ねる。
- 貞和2年/正平元年（1346年）2月21日、正四位下に昇叙。
- 貞和4年/正平3年（1348年）、紀伊介を止める[3]。同年10月7日、左中将に転任。
- 貞和5年正平4年/（1349年）11月25日、従三位に叙される。左中将は元の如し。
- 文和3年/正平9年（1354年）4月15日、参議を経ず権中納言に任ぜられる。
- 延文元年/正平11年（1356年）1月16日、帯剣を許される。
- 延文2年/正平12年（1357年）4月15日、正三位に昇叙。
- 延文4年/正平14年（1359年）4月21日、従二位に昇叙。
- 延文5年/正平15年（1360年）4月16日、権大納言に任ぜられる。
- 貞治元年/正平17年（1362年）5月7日、正二位に昇叙。
- 応安3年/建徳元年（1370年）11月19日、右近衛大将を兼ねる。
- 永和4年/天授4年（1378年）4月27日、左近衛大将に転任。同年8月27日、左大将辞任。同年11月30日、薨去。

## 系譜
- 父：花山院長定
- 母：不詳
- 妻：九条光経（権大納言・民部卿）女
  - 男子：花山院通定
- 生母不明の子女
  - 男子：花山院基定
  - 男子：定助
  - 男子：行伊
  - 男子：永伊
  - 男子：行雅
  - 男子：尊雅